# Villa Streccius
Die Villa Streccius ist ein historistisches Gebäude in Landau in der Pfalz.

## Baugeschichte
Der Bau der Villa Streccius erfolgte 1892 nach Plänen des Karlsruher Architekten Ludwig Levy. 1904 wurde ein Pferdestall mit Wagenremise als Rückgebäude errichtet. Bauherr war der Rechtsanwalt und Notar Heinrich Streccius. Renovierungen und Sanierungen fanden in den 1960er- und Ende der 1990er-Jahre statt.

## Nutzung
Zunächst wurde die Villa als Wohnhaus und Notariat des Bauherren genutzt, bis es 1935 an die NSDAP-Kreisleitung „übergeben“ wurde. 1941 bezog zudem die NS-Kriegsopferversorgung einige Räume im hinteren Teil des Gebäudes.
Nach Kriegsende 1945 wurde das repräsentative Gebäude durch die französische Besatzungsmacht beschlagnahmt und zum Sitz des befehlenden Generals erklärt.
Die Villa ging 1957 in Besitz der Stadtverwaltung über, seit 1959 wird das Haus als Ausstellungsort für zeitgenössische Kunst genutzt. 1996 erwarb die Bürgerstiftung der Stadt Landau in der Pfalz das Gebäude, 1998 wurde es umfassend saniert. Die Städtische Galerie in der Villa Streccius wird abwechselnd von der Kulturabteilung der Stadt Landau und dem Kunstverein Villa Streccius e. V. für Wechselausstellungen genutzt. Seit 2012 befindet sich im 2. Obergeschoss das Institut für Kunstwissenschaft und Bildende Kunst der Universität Koblenz-Landau mit dem „Arbeitsbereich Kunst und kunstdidaktische Projekte“.